# ليلى نصر
ليلى نصر (1938 - 9 أبريل 2022) ممثلة مصرية، كان أول ظهور لها في فيلم قلب في الظلام 1960.

## حياتها
ولدت عام 1938، قدمت أكثر من (150) عملًا من أشهرها مسلسل ذئاب الجبل (مسلسل) ومسلسل حديث الصباح والمساء (مسلسل) وآخر أعمالها مسلسل الأب الروحي ج2 عام 2018 وكان آخر ظهور لها بعد فترة طويلة من الغياب في جنازة صديقتها الفنانة سهير البابلي، وظهرت وهي تتكئ على العكاز أثناء حضورها للجنازة في مسجد الشرطة بالشيخ زايد.

## من أعمالها
- الأب الروحي ج2 2018
- الأستاذ بلبل وحرمه 2016
- سلسال الدم ج2 2015
- سلسال الدم ج1 2013
- الخفافيش 2012
- الصفعة 2012
- بفعل فاعل 2012
- طيري يا طيارة 2012
- اختفاء سعيد مهران 2010
- إغتيال شمس 2010
- شاهد إثبات 2010
- الأشرار 2010
- الدنيا لونها بمبي 2009
- حكايات البنات 2009
- عاليها واطيها 2008
- نفق الشيطان 2008
- حكايات المدندش 2007
- شرخ في جدار العمر 2007
- راجعلك يا اسكندرية 2005
- مسائل عائلية جدا 2005

## وفاتها
توفيت ليلى نصر، عن عمر يناهز 84 عامًا، بعد صراع مع المرض.